# 57. Sinfonie (Haydn)
Die Sinfonie D-Dur Hoboken-Verzeichnis I:57 komponierte Joseph Haydn im Jahr 1774 während seiner Anstellung als Kapellmeister beim Fürsten Nikolaus I. Esterházy.

## Allgemeines

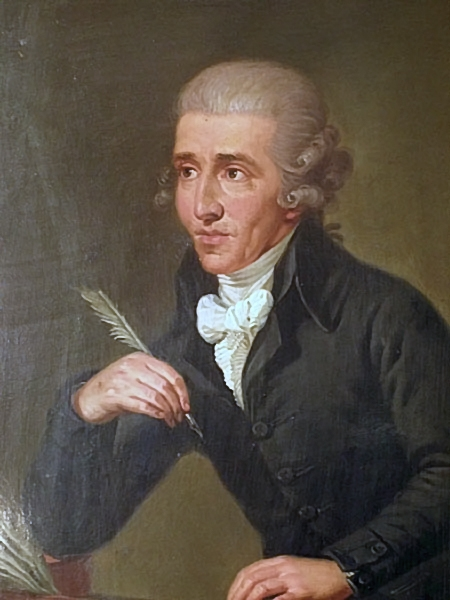
Joseph Haydn (Gemälde von Ludwig Guttenbrunn, um 1770)

Das Autograph der Sinfonie Nr. 57 ist aus dem Jahr 1774 datiert.
Zu einer beim Verleger Le Duc erschienenen Partitur der Sinfonie Nr. 57, bei der das Menuett fehlte und der zweite Satz der Sinfonie Nr. 60 anstelle des Adagio abgedruckt war, äußerte sich Haydn abfällig, „er könne kaum begreifen, wie man ihm ein so verpfuschtes und verfälschtes Machwerk zuschicken könne, man möchte es zurücknehmen, denn er schäme sich, solche Arbeiten unter seine Musik zu legen“.

## Zur Musik
Besetzung: zwei Oboen, zwei Hörner, zwei Violinen, Viola, Cello, Kontrabass. Zur Verstärkung der Bass-Stimme wurden damals auch ohne gesonderte Notierung Fagott eingesetzt. Über ein Cembalo-Continuo in Haydns Sinfonien bestehen unterschiedliche Auffassungen. In einigen Abschriften gibt es eine (im Autograph nicht enthaltene) Paukenstimme, deren Echtheit unklar ist.
Aufführungszeit: ca. 25 Minuten (je nach Tempo und Einhalten der Wiederholungen).
Bei den hier benutzten Begriffen der Sonatensatzform ist zu berücksichtigen, dass dieses Schema in der ersten Hälfte des 19. Jahrhunderts entworfen wurde (siehe dort) und von daher nur mit Einschränkungen auf ein 1774 komponiertes Werk übertragen werden kann. – Die hier vorgenommene Beschreibung und Gliederung der Sätze ist als Vorschlag zu verstehen. Je nach Standpunkt sind auch andere Abgrenzungen und Deutungen möglich.

### Erster Satz: Adagio - Allegro
Adario: D-Dur, 3/4-Takt, Takt 1 bis 31

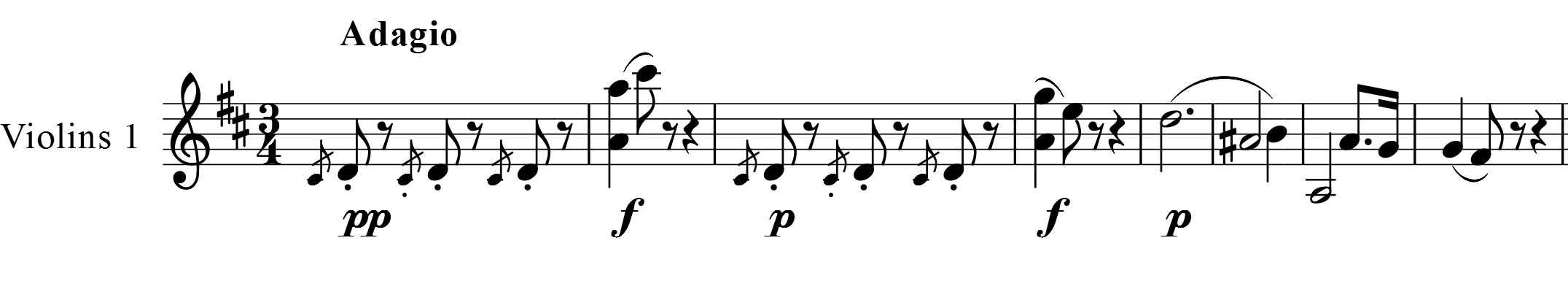
Beginn des Adagio

Beim Adagio handelt es sich um die längste Einleitung, die Haydn bis dahin für seine Sinfonien komponiert hatte. Sie beginnt mit einer kontrastierenden, viertaktigen Phrase aus drei durch Pausen getrennten Staccato-Achteln mit Vorschlag und Forte-Vorhalten des ganzen Orchesters (Tutti), gefolgt von einer achttaktigen Piano-Phrase der Streicher mit ruhig-gebundener Bewegung. Phrase 1 wird wiederholt, Phrase 2 setzt als Variante an, geht dann aber als Variante von Phrase 1 mit dynamischen Kontrasten von Forte und Piano weiter. Die opernhaft-rhetorische, ausholende Unisono-Figur in Takt 25/26 führt zur Dominante A-Dur, in der die Einleitung als Fermate ausklingt.
Im Vergleich mit den Einleitungen der in demselben Zeitraum entstandenen Sinfonien Nr. 50 und Nr. 54 ist die der Nr. 57 zum einen deutlich länger, zum anderen bis Takt 25 zurückhaltender gehalten. Sie „beschränkt sich nicht wie in jenen beiden Sinfonien nur auf die Rolle einer festlich-pompösen Eröffnung, sondern gewinnt eine eigene Dimension, eine neuartige Differenzierung in harmonischer Hinsicht, durch reichen Gebrauch von Pausen und häufige dynamische Kontraste.“
Allegro (im Autograph ohne Satzbezeichnung): D-Dur, 4/4-Takt, Takt 32 bis 231

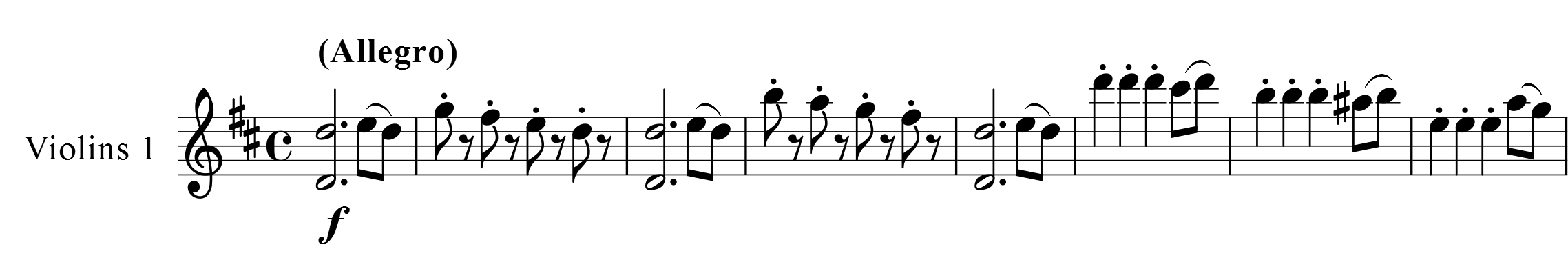
Beginn des Allegro

Das Allegro ist allgemein durch seine fast kontinuierlich durchlaufende Achtelbewegung, die an ein Perpetuum mobile erinnert und seine relativ klare Gliederung durch deutlich voneinander trennbare, wiederholte Motiven gekennzeichnet. Weiterhin fällt der Satz durch seine Länge, insbesondere die der Exposition auf (ähnlich bei der Sinfonie Nr. 42).
Das erste Thema (Hauptthema) ist aus drei Motiven aufgebaut: Motiv 1 mit ausgehaltenem Forte-Akkord und durch Pausen getrennter, auftaktiger Staccato-Figur abwärts (erinnert an Phrase 1 der Einleitung). Motiv 1 ist zweitaktig und bildet durch variierte Wiederholung eine viertaktige Einheit. Motiv 2 mit dreifach klopfender Tonrepetition in Vierteln und mit Auftakt (erinnert ebenfalls an Phrase 1 der Einleitung) ist dagegen eintaktig, wird aber auch durch variierte Wiederholung zur viertaktigen Einheit zusammengebaut. Dieser Viertakter von Motiv 2 wird wiederholt, geht aber nach drei Takten in „Motiv“ 3 über, bei der die Violinen die bisher im Bass durchlaufende Achtelbewegung im Staccato aufgreifen. Dieses 16-taktige Thema lässt Haydn nun komplett piano wiederholen (Takt 48 bis 62), wechselt jedoch bei der Wiederholung von Motiv 2 zum Forte.
Es folgt unmittelbar das zweite Thema für Violinen und Oboen allein in der Dominante A-Dur (ab Takt 64), das mit dem ersten verwandt ist: Violinen und Oboen variieren Motiv 1 des ersten Themas, indem die durch Pausen unterbrochene Staccatobewegung nun fließend und legato gestaltet ist. In Takt 70 setzt das Tutti wieder forte an mit einer chromatisch im Bass aufsteigenden Linie in ganzen Noten, während die Achtelbewegung in den Violinen weiterläuft. Kurz darauf springt die Achtelbewegung taktweise zwischen Ober- und Unterstimmen, dominiert dann mehrere Takte und geht schließlich in eine weitere Variante von Motiv 1 in der Doppeldominante E-Dur über (Verzierung des ausgehaltenen Akkordtons mit Achtelfloskel, abgesetzte Staccatofigur nun in Vierteln). Mit zwei ganztaktigen Noten der Streicher, die ruhepolartig in der bisher durchlaufenden Achtelbewegung wirken, kadenziert Haydn wieder nach A-Dur. Von hier aus streifen die Streicher im aufsteigenden Dialog aus einer Achtelbewegung mit Vorhaltsfigur (Motiv 4) kurzfristig nochmals D-, A- und E-Dur und pendeln dann in einem weiteren Achtelmotiv mit wiederum dreifacher Tonrepetition (Motiv 5) zwischen A- und E-Dur. Die Schlussgruppe ab Takt 105 (A-Dur) im Forte wiederholt ihr Frage-Antwort-Motiv, wobei die „Frage“ in Triolen aufgelöst ist. Am Ende tritt die durchgehende Achtelbewegung erstmals im energischen Unisono auf.
Die Durchführung fängt mit Motiv 1 in Fis an und verarbeitet dann die Tonrepetitionsfigur von Motiv 5 sowie Motiv 1 als weitere Variante (Staccato-Kette nun als abgesetzte Achtelbewegung mit Terzen und Quarten) im dynamisch kontrastierenden Wechsel mit Unisonopassagen aus Achtel-Staccatoketten (wie am Ende der Schlussgruppe). Die Unisono-Achtelketten führen schließlich in Takt 160 zu Motiv 2, das sich in Wiederholungen festläuft und auf dem A-Dur – Septakkord die Reprise ankündigt.
Die Reprise (ab Takt 169) ist gegenüber der Exposition verkürzt: die Wiederholung des ersten Themas ist auf acht Takte beschränkt, und auch die Passage zwischen den beiden folgenden Auftritten von Motiv 1 (der erste in D-Dur, der zweite in A-Dur) ist stark verkürzt. Der übrige Ablauf entspricht strukturell dem der Exposition. Exposition sowie Durchführung und Reprise werden wiederholt.

### Zweiter Satz: Adagio
G-Dur, 6/8-Takt, 68 Takte
Das Adagio ist als Variationssatz mit Thema und vier Variationen aufgebaut. Das Thema und die Variationen 1 bis 2 bestehen aus zwei wiederholten Sechstaktern. Jede Variation endet mit der Pizzicato-Anfangsfigur des Themas.
- Das Thema (Takt 1 bis 12) wird von den Streichern piano vorgestellt, die Violinen spielen (wie auch in den anderen langsamen Sätzen von Haydns Sinfonien dieser Zeit) mit Dämpfer. Der erste Teil des Themas wechselt zwischen drei kontrastierenden Motiven:[5] (1) eine kurze, von Pausen unterbrochene Drei-Noten-Figur im Pizzicato, (2) eine kurze legato-Floskel und (3) eine längere, sangliche Linie der 1. Violine aufwärts unter „nuschelnder“ Zweiunddreißigstel-Begleitung der 2. Violine (Bass weiterhin im Pizzicato im Rhythmus von Motiv 1). Der zweite Teil wiederholt Motiv 1 und 2 als Variante, bringt dann „eine dreitaktige sequenzierende Entwicklung“[10] aus Motiv 2 und schließt mit Motiv 1.
- Variation 1 (Takt 13 bis 24) mit Beteiligung der Bläser und dynamischen Kontrasten, der zweite Teil überwiegend legato.
- Variation 2 (Takt 25 bis 36): Thema in Triolen (legato gespielt) aufgelöst, Streicher dominieren.
- Variation 3 (Takt 37 bis 51): Thema in ausholende Sechzehntel- und Zweiunddreißigstel-Bewegung (legato gespielt) aufgelöst, nur Streicher.
- Variation 4 (Takt 52 bis 68) mit Beteiligung der Bläser, dynamischen Kontrasten (forte-piano) und Chromatik.

„Was alles aus diesem Material, auf relativ engem Raum, variativ herausgeholt wird, ist atemberaubend; unverändert bleibt von Anfang an nur, mit größtem Effekt, der pizzicato-Refrain.“

### Dritter Satz: Menuet. Allegretto
D-Dur, 3/4-Takt, mit Trio 78 Takte

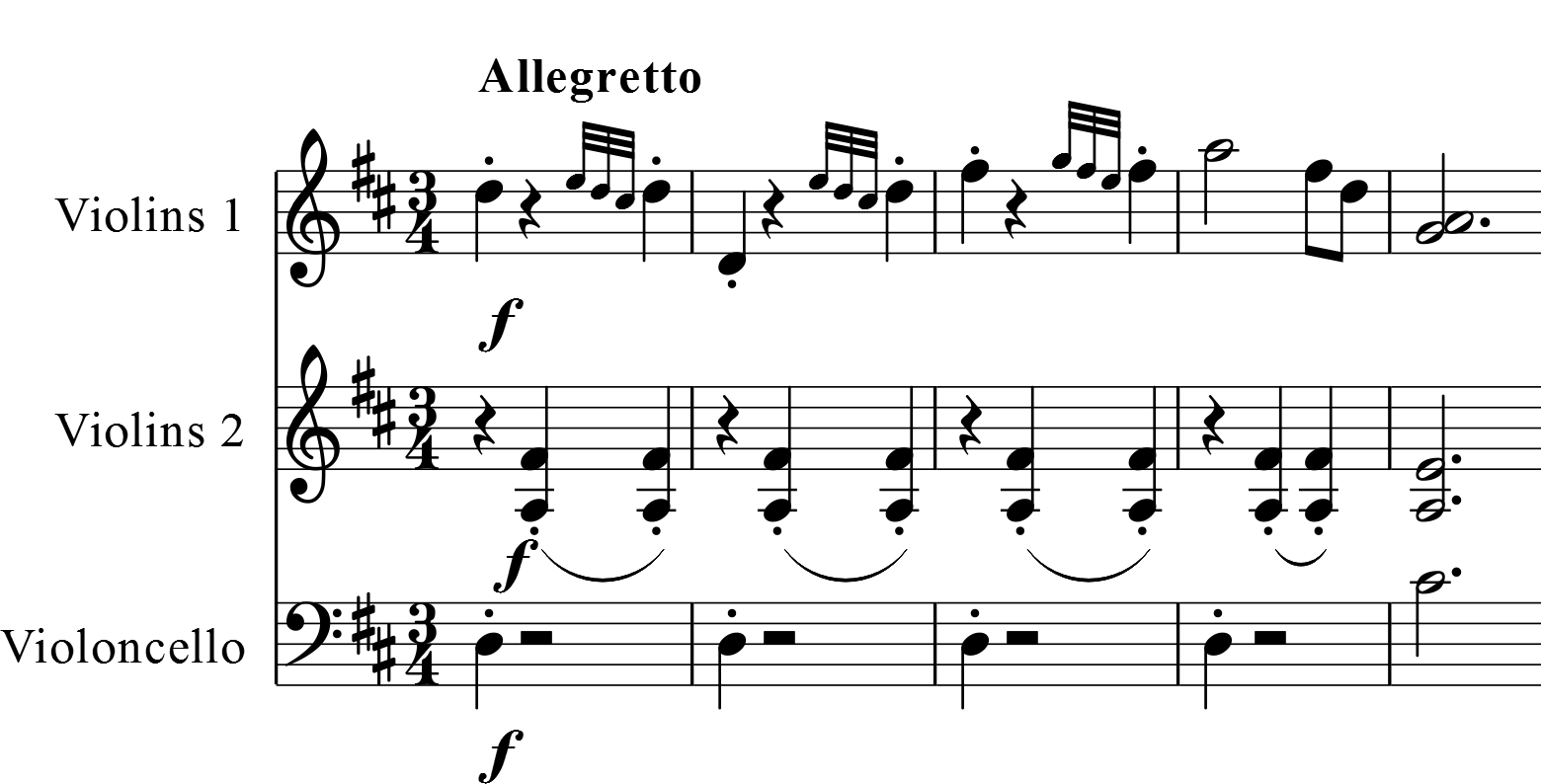
Beginn des Menuetts

Das Hauptthema des schwungvollen Menuetts besteht aus einer einfachen, von Pausen durchsetzten Viertelbewegung mit großen Intervallsprüngen und charakteristischen Vorschlagsfiguren zum dritten Viertelschlag. Durch die Betonung des Takteschwerpunkts von Horn und Bass und dem Ausfüllen des zweiten und dritten Viertelschlages in den 2. Violinen erinnert das Menuett an einen Walzer im rustikalen Tonfall. Der zweite Teil des Menuetts ist stark verlängert, in ihm setzt sich die Betonung der ersten Taktzeit mit Akzenten fort (die Vorschlagsfigur ist nun als Mordent ausgebildet). An die erweiterte Schlussphrase hat Haydn ab Takt 42 noch eine Coda angefügt, die mit der Vorschlagsfigur wie gewohnt auf dem dritten Viertelschlag des Taktes eingeleitet wird. Auch das Tutti betont wie vorher den ersten Viertelschlag – allerdings nur jeden zweiten Takt und überraschenderweise verstärkt durch die Vorschlagsfigur ebenfalls auf dem ersten Viertelschlag, wodurch ein besonderer rhythmischer Effekt entsteht. Das Menuett endet als aufsteigender Dreiklang.
Das Trio kontrastiert zwar durch die Tonart d-Moll und die Beschränkung auf Streicher, wiederholt allerdings anfangs zweimal die aufsteigende Dreiklangsfigur vom Ende des Menuetts, so dass die ersten Takte des Trios zunächst wie eine Überleitung wirken und also ob das „eigentliche“ Trio erst im fünften Takt mit Erreichen von B-Dur begänne. Die klopfende Dreiklangsfigur in den Ober- und Unterstimmen dominiert im Wechsel mit einer gebundenen Achtelbewegung auch das weitere Trio. – Eine ähnliche motivische Verknüpfung von Menuett und Trio findet sich in der kurz vorher komponierten Sinfonie Nr. 50.

### Vierter Satz: Finale. Prestissimo
D-Dur, 4/4-Takt, 135 Takte

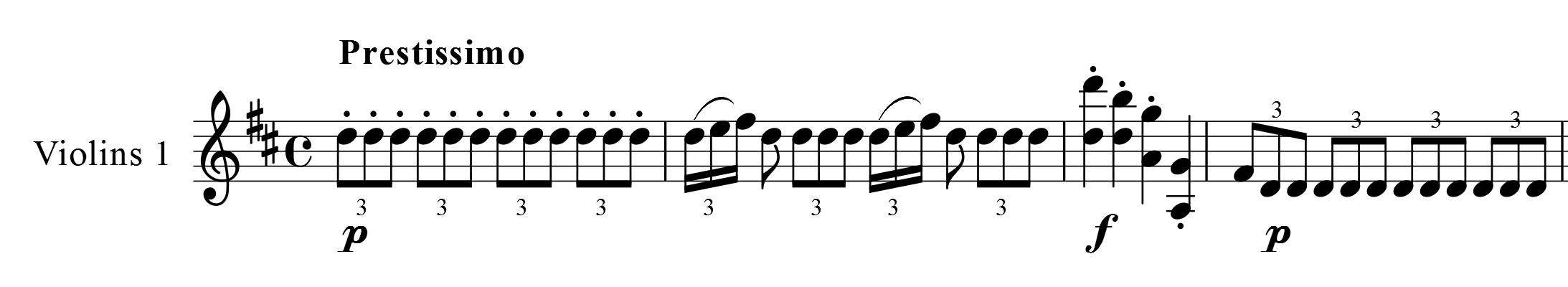
Beginn des Prestissimo

Das erste Thema mit seinen schnellen Tonwiederholungen in Triolen und den „aufzuckenden vorschlagsartigen Figuren“ zeigt Ähnlichkeiten mit dem Thema des Cembalostücks „Kanzon und Capriccio über das Henner und Hannergeschrey“ des Wiener Hoforganisten Alessandro Poglietti. Auch der Rest des „wirbelwindartig“„übermütigen“ Prestissimos ist wie der erste Satz durch einen fortlaufenden, perpetuum-mobile-artigen Impuls bestimmt, hier durch Achtel-Triolen (ähnlich im Schlusssatz der ebenfalls 1774 komponierten Sinfonie Nr. 56). Die Triolen treten teils als durchlaufende Unisono-Ketten, teils in hämmernder Tonrepetition und mit meist abrupten dynamischen Wechseln auf (lediglich an den beiden einzigen, kurz hintereinander auftretenden „Ruhepolen“ mit ganztaktigen Noten in Takt 117/118 und 122/123 schreibt Haydn ein „mancando“ (leiser werden) vor). Der Anfang vom zweiten Thema (ab Takt 21, Dominante A-Dur) wirkt etwas sanglicher, aber auch hier scheint das „Gackern“ immer wieder durch.
Die Durchführung führt das gackernde Triolenmotiv in starken dynamischen Wechseln durch verschiedene Tonarten inklusive Molltrübung und Anreicherung mit Dissonanzen. In der Reprise ab Takt 84 wirken die Bläser im ersten Thema bei der Wiederholung des Gackermotivs mit (auffällig insbesondere die Hörner mit ihrem tiefen Liegeton), und kurz vor dem zweiten Thema gibt es einen weiteren kurzen Molleinbruch. Der übrige Verlauf ist ähnlich dem der Exposition strukturiert. Exposition sowie Durchführung und Reprise werden wiederholt.

„Die spieltechnischen Anforderungen, die Haydn hier an die Streicher stellt, sind beträchtlich. Sie lassen einmal mehr erkennen, welch hohes Niveau die Esterházy-Kapelle damals besessen haben muß.“